# Lithacodia versicolor
Lithacodia versicolor är en fjärilsart som beskrevs av Charles Oberthür 1884. Lithacodia versicolor ingår i släktet Lithacodia och familjen nattflyn. Inga underarter finns listade i Catalogue of Life.